# 人間論
人間論（にんげんろん）は人間について論じる学問、またはキリスト教神学の一部部門である。

## 一般的人間論
- 観念論的人間論と物質的人間論がある。
- 観念的人間論は、古代ギリシア哲学においてみられるものであり、人間を本質的に霊魂であるとしている。肉体は本質ではないとしている。プラトーンによれば人間の本質は知性と理性であり、これらは、肉体の死後も存在し続ける神秘的な生命である。
- 物質主義的人間論では、人間は物質的要素によって構成され、精神的、情的、霊的生命はこの物質的構造の副産物にすぎないとするものである。マルクスによると歴史は経済的要因によって決定されるが、その根拠は人間の本質を物質的なものとするという見方による。人間は自然生成の産物で、創造者として概念はない。
- B・F・スキナーによる、行動主義心理学の見解によると、人間行動の動機付けは、生物的動因によって理解される。人間の行動は環境によって決定されるとする。人間には意思決定をする精神がないとする。

## キリスト教人間論
- キリスト教人間論は神への信仰を前提としている。人間は自律的存在ではなく、神の被造物として存在しているのである。
- 被造物であるということは、人格を有しており、自分の意思をもって決断行動できる存在であるということでもある。

### 神のかたち
- 創世記1章26節－27節によると、神のは人間を、神に「似るように」（ヘブル語：デムース）、神の「かたち」（ヘブル語：ツェレム）に創造された。「かたち」と「似るように」はイレナウス以来、トマス・アクィナスに至るまで区別されたものとしてきた。
- 宗教改革者は「かたち」と「似るように」を区別した。前者と理性、自由意志、後者を神の超自然的な義の賜物と理解してきた。
- カルヴァンは神のかたちを霊魂であるとした。
- カール・バルトは男と女の対面的な関係が神のかたちであると主張した。
- エミール・ブルンナーは形式的神のかたちを人間として、実質的かたちを神と隣人への愛とした。
- ヘリット・コルネーリス・ベルカウワーは聖化された生き方への動的な挑戦であり、その中心は愛であると規定した。

### 生まれながらの人間
- 第一コリント2章14節の「生まれながらの人間」（ギリシア語：プシュコス）は堕落を含んでいる。罪への堕落によって神から霊的死を宣告された状態である。